# Gran Premio motociclistico della Comunità Valenciana 2010
Il Gran Premio motociclistico della Comunità Valenciana 2010 corso il 7 novembre, è stato il diciottesimo Gran Premio della stagione 2010 e ha visto vincere: Jorge Lorenzo in MotoGP, Karel Abraham in Moto2 e Bradley Smith nella classe 125. La gara si è disputata sul circuito di Valencia.

## Prove e Qualifiche

### Classe 125
Le prime sessioni di prove sono state dominate da Efrén Vázquez (Derbi) e da Bradley Smith (Aprilia), mentre la pole position è andata a Marc Márquez (Derbi).
Risultati dopo le qualifiche:
- 1 =  Marc Márquez - Derbi 1'39.564
- 2 =  Nicolás Terol - Aprilia 1'39.672
- 3 =  Bradley Smith - Aprilia 1'39.712

### Moto2
Nelle prime sessioni di prove il più veloce è stato Stefan Bradl (Suter), mentre la pole è andata a Toni Elías (Moriwaki).
Risultati dopo le qualifiche:
- 1 =  Toni Elías - Moriwaki 1'36.141
- 2 =  Stefan Bradl - Suter 1'36.247
- 3 =  Andrea Iannone - Speed Up 1'36.255

### MotoGP
Nelle sessioni di prove il pilota più veloce è stato Casey Stoner (Ducati) (1'32.897), seguito da Jorge Lorenzo su Yamaha e Andrea Dovizioso (Honda Racing Corporation). Nella seconda sessione il migliore è Lorenzo (Yamaha) (1'32.690) seguito da Stoner (Ducati) e Colin Edwards (Yamaha).
| Pos | Nº | Pilota           | Team                           | Tempo    |
| --- | -- | ---------------- | ------------------------------ | -------- |
| 1   | 27 | Casey Stoner     | Ducati Marlboro-Ducati         | 1'31.799 |
| 2   | 99 | Jorge Lorenzo    | Fiat Yamaha Team-Yamaha        | 1'32.130 |
| 3   | 58 | Marco Simoncelli | San Carlo Honda Gresini-Honda  | 1'32.244 |
| 4   | 46 | Valentino Rossi  | Fiat Yamaha Team-Yamaha        | 1'32.330 |
| 5   | 69 | Nicky Hayden     | Ducati Marlboro-Ducati         | 1'32.422 |
| 6   | 11 | Ben Spies        | Monster Yamaha Tech 3-Yamaha   | 1'32.566 |
| 7   | 5  | Colin Edwards    | Monster Yamaha Tech 3-Yamaha   | 1'32.579 |
| 8   | 26 | Dani Pedrosa     | Repsol Honda Team-HRC          | 1'32.603 |
| 9   | 4  | Andrea Dovizioso | Repsol Honda Team-HRC          | 1'32.886 |
| 10  | 33 | Marco Melandri   | San Carlo Honda Gresini-Honda  | 1'32.917 |
| 11  | 14 | Randy de Puniet  | LCR Honda MotoGP-Honda         | 1'32.925 |
| 12  | 41 | Aleix Espargaró  | Pramac Racing-Ducati           | 1'33.085 |
| 13  | 40 | Héctor Barberá   | Paginas Amarillas Aspar-Ducati | 1'33.170 |
| 14  | 65 | Loris Capirossi  | Rizla Suzuki MotoGP-Suzuki     | 1'33.339 |
| 15  | 7  | Hiroshi Aoyama   | Interwetten Honda MotoGP-Honda | 1'33.343 |
| 16  | 71 | Carlos Checa     | Pramac Racing-Ducati           | 1'33.499 |
| 17  | 19 | Álvaro Bautista  | Rizla Suzuki MotoGP-Suzuki     | 1'33.515 |

## Gara

### MotoGP

#### Arrivati al traguardo
| Pos | Nº | Pilota           | Squadra                 | Motocicletta | Giri | Tempo     | Griglia | Punti |
| --- | -- | ---------------- | ----------------------- | ------------ | ---- | --------- | ------- | ----- |
| 1   | 99 | Jorge Lorenzo    | Fiat Yamaha             | Yamaha       | 30   | 46:44.622 | 2       | 25    |
| 2   | 27 | Casey Stoner     | Ducati Team             | Ducati       | 30   | +4.576    | 1       | 20    |
| 3   | 46 | Valentino Rossi  | Fiat Yamaha             | Yamaha       | 30   | +8.998    | 4       | 16    |
| 4   | 11 | Ben Spies        | Monster Yamaha Tech 3   | Yamaha       | 30   | +17.643   | 6       | 13    |
| 5   | 4  | Andrea Dovizioso | Repsol Honda            | Honda        | 30   | +19.160   | 9       | 11    |
| 6   | 58 | Marco Simoncelli | San Carlo Honda Gresini | Honda        | 30   | +20.674   | 3       | 10    |
| 7   | 26 | Daniel Pedrosa   | Repsol Honda            | Honda        | 30   | +26.797   | 8       | 9     |
| 8   | 40 | Héctor Barberá   | Paginas Amarillas Aspar | Ducati       | 30   | +29.288   | 13      | 8     |
| 9   | 19 | Álvaro Bautista  | Rizla Suzuki            | Suzuki       | 30   | +29.451   | 17      | 7     |
| 10  | 14 | Randy de Puniet  | LCR Honda               | Honda        | 30   | +29.860   | 11      | 6     |
| 11  | 41 | Aleix Espargaró  | Pramac Racing           | Ducati       | 30   | +31.761   | 12      | 5     |
| 12  | 5  | Colin Edwards    | Monster Yamaha Tech 3   | Yamaha       | 30   | +33.604   | 7       | 4     |
| 13  | 33 | Marco Melandri   | San Carlo Honda Gresini | Honda        | 30   | +36.622   | 10      | 3     |
| 14  | 7  | Hiroshi Aoyama   | Interwetten Honda       | Honda        | 30   | +38.968   | 15      | 2     |
| 15  | 71 | Carlos Checa     | Pramac Racing           | Ducati       | 30   | +56.169   | 16      | 1     |

#### Ritirati
| Nº | Pilota          | Squadra      | Motocicletta | Giri | Griglia |
| -- | --------------- | ------------ | ------------ | ---- | ------- |
| 65 | Loris Capirossi | Rizla Suzuki | Suzuki       | 13   | 14      |
| 69 | Nicky Hayden    | Ducati Team  | Ducati       | 2    | 5       |

### Moto2
In questa classe: Xavier Siméon su Moriwaki, Román Ramos su MIR Racing e Javier Forés su AJR corrono come wildcard.

#### Arrivati al traguardo
| Pos | Nº | Pilota              | Squadra                      | Motocicletta | Giri | Tempo     | Griglia | Punti |
| --- | -- | ------------------- | ---------------------------- | ------------ | ---- | --------- | ------- | ----- |
| 1   | 17 | Karel Abraham       | Cardion AB Motoracing        | FTR          | 27   | 43:49.499 | 9       | 25    |
| 2   | 29 | Andrea Iannone      | Fimmco Speed Up              | Speed Up     | 27   | +0.522    | 3       | 20    |
| 3   | 60 | Julián Simón        | Mapfre Aspar                 | Suter        | 27   | +0.583    | 7       | 16    |
| 4   | 12 | Thomas Lüthi        | Interwetten Moriwaki         | Moriwaki     | 27   | +0.760    | 10      | 13    |
| 5   | 45 | Scott Redding       | Marc VDS Racing              | Suter        | 27   | +4.205    | 4       | 11    |
| 6   | 15 | Alex De Angelis     | JIR Moto2                    | MotoBi       | 27   | +5.385    | 5       | 10    |
| 7   | 3  | Simone Corsi        | JIR Moto2                    | MotoBi       | 27   | +11.399   | 20      | 9     |
| 8   | 40 | Sergio Gadea        | Tenerife 40 Pons             | Pons Kalex   | 27   | +21.420   | 21      | 8     |
| 9   | 77 | Dominique Aegerter  | Technomag-CIP                | Suter        | 27   | +22.439   | 17      | 7     |
| 10  | 2  | Gábor Talmácsi      | Fimmco Speed Up              | Speed Up     | 27   | +22.912   | 12      | 6     |
| 11  | 16 | Jules Cluzel        | Forward Racing               | Suter        | 27   | +23.511   | 11      | 5     |
| 12  | 9  | Kenny Noyes         | Jack & Jones by A.Banderas   | Promoharris  | 27   | +25.169   | 13      | 4     |
| 13  | 6  | Alex Debón          | Aeroport de Castello - Ajo   | FTR          | 27   | +30.571   | 25      | 3     |
| 14  | 68 | Yonny Hernández     | Blusens-STX                  | BQR-Moto2    | 27   | +31.077   | 24      | 2     |
| 15  | 19 | Xavier Siméon       | Holiday Gym Racing           | Moriwaki     | 27   | +31.276   | 19      | 1     |
| 16  | 46 | Javier Forés        | Twelve Motorsport/Motorrad   | AJR          | 27   | +33.381   | 15      |       |
| 17  | 25 | Alex Baldolini      | Caretta Technology Race Dept | I.C.P.       | 27   | +33.548   | 28      |       |
| 18  | 72 | Yūki Takahashi      | Tech 3 Racing                | Tech 3       | 27   | +37.556   | 22      |       |
| 19  | 71 | Claudio Corti       | Forward Racing               | Suter        | 27   | +38.602   | 26      |       |
| 20  | 56 | Michael Ranseder    | Vector Kiefer Racing         | Suter        | 27   | +38.763   | 23      |       |
| 21  | 55 | Héctor Faubel       | Marc VDS Racing              | Suter        | 27   | +39.540   | 16      |       |
| 22  | 14 | Ratthapark Wilairot | Thai Honda PTT Singha SAG    | Bimota       | 27   | +39.835   | 33      |       |
| 23  | 43 | Román Ramos         | Mir Racing                   | MIR Racing   | 27   | +39.849   | 14      |       |
| 24  | 35 | Raffaele De Rosa    | Tech 3 Racing                | Tech 3       | 27   | +40.519   | 27      |       |
| 25  | 44 | Roberto Rolfo       | Italtrans S.T.R.             | Suter        | 27   | +42.803   | 18      |       |
| 26  | 63 | Mike Di Meglio      | Mapfre Aspar                 | Suter        | 27   | +44.234   | 30      |       |
| 27  | 8  | Anthony West        | MZ Racing                    | MZ-RE Honda  | 27   | +1:01.722 | 36      |       |
| 28  | 5  | Joan Olivé          | Jack & Jones by A.Banderas   | Promoharris  | 27   | +1:02.031 | 37      |       |
| 29  | 61 | Vladimir Ivanov     | Gresini Racing               | Moriwaki     | 27   | +1:09.526 | 32      |       |
| 30  | 24 | Toni Elías          | Gresini Racing               | Moriwaki     | 27   | +1:25.529 | 1       |       |
| 31  | 88 | Yannick Guerra      | Holiday Gym G22              | Moriwaki     | 26   | +1 giro   | 41      |       |
| 32  | 95 | Mashel Al Naimi     | Blusens-STX                  | BQR-Moto2    | 26   | +1 giro   | 40      |       |
| 33  | 66 | Hiromichi Kunikawa  | Bimota - M Racing            | Bimota       | 26   | +1 giro   | 42      |       |

#### Ritirati
| Nº | Pilota                | Squadra                 | Motocicletta | Giri | Griglia |
| -- | --------------------- | ----------------------- | ------------ | ---- | ------- |
| 80 | Axel Pons             | Tenerife 40 Pons        | Pons Kalex   | 26   | 29      |
| 39 | Robertino Pietri      | Italtrans S.T.R.        | Suter        | 22   | 38      |
| 10 | Fonsi Nieto           | Holiday Gym G22         | Moriwaki     | 18   | 31      |
| 70 | Ferruccio Lamborghini | Matteoni Racing         | Moriwaki     | 17   | 35      |
| 65 | Stefan Bradl          | Viessmann Kiefer Racing | Suter        | 11   | 2       |
| 54 | Kenan Sofuoğlu        | Technomag-CIP           | Suter        | 9    | 6       |
| 31 | Carmelo Morales       | Racing Team Germany     | Suter        | 7    | 8       |
| 53 | Valentin Debise       | WTR San Marino          | ADV          | 4    | 39      |

#### Non partito
| Nº | Pilota        | Squadra      | Motocicletta | Griglia |
| -- | ------------- | ------------ | ------------ | ------- |
| 4  | Ricard Cardús | Maquinza-SAG | Bimota       | 34      |

### Classe 125
Variazioni nella lista dei partecipanti rispetto all'ultimo GP riguardano i due infortunati, Jasper Iwema e Luca Marconi, che vengono sostituiti rispettivamente da Isaac Viñales e Péter Sebestyén. Partecipano iscritti come wildcard cinque piloti, che sono: Niklas Ajo su Derbi, Joan Perelló, Johnny Rosell, John McPhee e Taylor Mackenzie su Honda.

#### Arrivati al traguardo
| Pos | Nº | Pilota              | Squadra                       | Motocicletta | Giri | Tempo     | Griglia | Punti |
| --- | -- | ------------------- | ----------------------------- | ------------ | ---- | --------- | ------- | ----- |
| 1   | 38 | Bradley Smith       | Bancaja Aspar                 | Aprilia      | 24   | 40:25.648 | 3       | 25    |
| 2   | 44 | Pol Espargaró       | Tuenti Racing                 | Derbi        | 24   | +2.786    | 5       | 20    |
| 3   | 40 | Nicolás Terol       | Bancaja Aspar                 | Aprilia      | 24   | +3.149    | 2       | 16    |
| 4   | 93 | Marc Márquez        | Red Bull Ajo Motorsport       | Derbi        | 24   | +8.326    | 1       | 13    |
| 5   | 11 | Sandro Cortese      | Avant Mitsubishi Ajo          | Derbi        | 24   | +24.375   | 4       | 11    |
| 6   | 12 | Esteve Rabat        | Blusens-STX                   | Aprilia      | 24   | +26.743   | 6       | 10    |
| 7   | 71 | Tomoyoshi Koyama    | Racing Team Germany           | Aprilia      | 24   | +26.823   | 11      | 9     |
| 8   | 7  | Efrén Vázquez       | Tuenti Racing                 | Derbi        | 24   | +27.634   | 7       | 8     |
| 9   | 35 | Randy Krummenacher  | Stipa-Molenaar Racing GP      | Aprilia      | 24   | +41.211   | 10      | 7     |
| 10  | 39 | Luis Salom          | Stipa-Molenaar Racing GP      | Aprilia      | 24   | +41.279   | 8       | 6     |
| 11  | 23 | Alberto Moncayo     | Andalucia Cajasol             | Aprilia      | 24   | +1:02.540 | 15      | 5     |
| 12  | 78 | Marcel Schrötter    | Interwetten Honda             | Honda        | 24   | +1:02.999 | 17      | 4     |
| 13  | 55 | Isaac Viñales       | CBC Corse                     | Aprilia      | 24   | +1:08.522 | 16      | 3     |
| 14  | 15 | Simone Grotzkyj     | Fontana Racing                | Aprilia      | 24   | +1:08.798 | 18      | 2     |
| 15  | 84 | Jakub Kornfeil      | Racing Team Germany           | Aprilia      | 24   | +1:24.798 | 20      | 1     |
| 16  | 99 | Danny Webb          | Andalucia Cajasol             | Aprilia      | 24   | +1:27.614 | 14      |       |
| 17  | 56 | Péter Sebestyén     | Ongetta Team                  | Aprilia      | 24   | +1:38.939 | 19      |       |
| 18  | 58 | Joan Perelló        | SAG Castrol                   | Honda        | 24   | +1:39.356 | 25      |       |
| 19  | 32 | Lorenzo Savadori    | Matteoni Racing               | Aprilia      | 24   | +1:40.387 | 21      |       |
| 20  | 63 | Zulfahmi Khairuddin | AirAsia - Sepang Int. Circuit | Aprilia      | 23   | +1 giro   | 24      |       |
| 21  | 73 | Taylor Mackenzie    | KRP MMCG                      | Honda        | 23   | +1 giro   | 29      |       |
| 22  | 70 | John McPhee         | KRP Bradley Smith Racing      | Honda        | 23   | +1 giro   | 31      |       |

#### Ritirati
| Nº | Pilota            | Squadra                       | Motocicletta | Giri | Griglia |
| -- | ----------------- | ----------------------------- | ------------ | ---- | ------- |
| 50 | Sturla Fagerhaug  | AirAsia - Sepang Int. Circuit | Aprilia      | 23   | 27      |
| 31 | Niklas Ajo        | Monlau Competición            | Derbi        | 21   | 23      |
| 72 | Marco Ravaioli    | Lambretta Reparto Corse       | Lambretta    | 20   | 30      |
| 14 | Johann Zarco      | WTR San Marino                | Aprilia      | 19   | 13      |
| 59 | Johnny Rosell     | SAG Castrol                   | Honda        | 19   | 26      |
| 52 | Danny Kent        | Lambretta Reparto Corse       | Lambretta    | 15   | 22      |
| 69 | Louis Rossi       | CBC Corse                     | Aprilia      | 12   | 28      |
| 94 | Jonas Folger      | Ongetta Team                  | Aprilia      | 10   | 12      |
| 96 | Tommaso Gabrielli | Ongetta Team                  | Aprilia      | 10   | 32      |
| 26 | Adrián Martín     | Aeroport de Castello - Ajo    | Aprilia      | 5    | 9       |